# Eclissi solare del 29 agosto 1867
L'Eclissi solare del 29 agosto 1867, di tipo totale, è un evento astronomico che ha avuto luogo il suddetto giorno attorno alle ore 13:13 UTC. La durata della fase massima dell'eclissi è stata di 2 minuti e 51 secondi e l'ombra lunare sulla superficie terrestre raggiunse una larghezza di 189 km. 
L'eclissi del 29 agosto 1867 divenne la seconda eclissi solare nel 1867 e la 165ª nel XIX secolo. La precedente eclissi solare si è verificata il 6 marzo 1867, la seguente il 23 febbraio 1868.
La fase di totalità si è verificata nell'Argentina centrale e nell'Oceano Atlantico meridionale.

## Osservazioni a fini scientifici
José J. Vergara e Luis Grosch hanno osservato l'eclissi da una piccola collina vicino a Santiago.

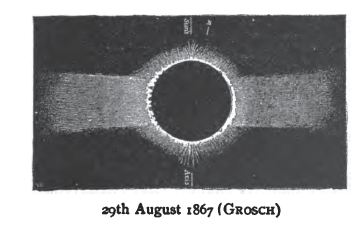
Foto ripresa da Luis Grosch nel 1867

## Eclissi correlate

### Ciclo di Saros 123
Questa eclissi è un membro di una serie semestrale. Un'eclissi in una serie semestrale di eclissi solari si ripete approssimativamente ogni 177 giorni e 4 ore (un semestre) in nodi alternati dell'orbita della Luna.